# Повені на півдні Росії (2002)
Повені півдні Росії у 2002 році — ряд стихійних лих, у Північно-Кавказькому і Південному федеральних округах.

### Червень
17-24 червня танення снігу в горах і зливові дощі викликали небувалий підйом води в річках Південного федерального округу. За даними МНС Росії загинули 114 осіб, зруйновано понад 13 тисяч будинків і безліч об'єктів інфраструктури. В Краснодарському краї десятки людей загинули. В Ставропольському краї 46 загиблих. У Карачаєво-Черкесії загинуло 10 осіб. Багато населених пунктів залишилися без водопроводу, каналізації і електрики, що викликало спалахи інфекційних захворювань. Збиток від повені перевищив 16 млрд рублів. Найбільш постраждали станиця Борсуковська і місто Мінеральні Води.

### Серпень
6-9 серпня зливові дощі і смерчі в Краснодарському краї призвели до затоплень і руйнувань. Від стихії постраждало чорноморське узбережжя, в основному околиці Новоросійська, Анапи, Кримська. За даними МНС Росії загинули 59 осіб, зруйновано понад 400 будинків і безліч об'єктів інфраструктури. Збиток від повені перевищив 1,7 млрд рублів.
6 серпня селеві потоки з гір змили інженерні споруди та частину полотна залізниці Туапсе-Сочі, заблокувавши залізничне сполучення і кілька поїздів на цій ділянці. 7 і 8 серпня затопило Новоросійськ і околиці, де менш ніж за добу випала піврічна норма опадів. 8 серпня в районі Новоросійська утворилося кілька смерчів. Смерчі набирали воду у морі і, дійшовши до гір, розпадалися. Таким чином за короткий час було перенесено декілька мільйонів тонн води, яка обрушилася на околиці Новоросійська і Кримська. Хвилею від Кримська змиті селища Верхній Адагум і Нижнєбаканський, інша хвиля вдарила по Широкій Балці. 8 серпня виходить з берегів озеро Абрау, змивши в море великий туристичний табір. 9 серпня руйнується аварійна дамба Володимирівської (Верхнєбаканского) водосховища, затопивши Цемдолину — район Новоросійська.
У червні 2004 Новоросійський міський суд визнав главу адміністрації Новоросійська Валерія Прохоренко винним у недбалості (несвоєчасне оповіщення про лихо) і засудив до 3,5 років позбавлення волі умовно.

### Вересень
Більше 100 людей загинули при сході льодовика в Кармадонскій ущелині.